# Maclennan River
Der Maclennan River ist ein durch die Catlins fließender Fluss auf der Südinsel von Neuseeland, der kurz vor der Südküste am Südpazifik in den Tahakopa River mündet. Er entspringt östlich des 720 m hohen Mount Pye und fließt durch die Beresford Range in Richtung Südosten bis zur Mündung bei der kleinen Ortschaft Maclennan unweit von Papatowai. Durch beide Orte führt der Chaslands Highway. Im Flusslauf liegen die Maclennan Falls, in einem Zufluss die Matai Falls.